# Cattedrale di Rottenburg am Neckar
La cattedrale di San Martino (o cattedrale di Rottenburg o Dom St. Martin) è la chiesa cattolica maggiore di Rottenburg am Neckar e cattedrale della diocesi di Rottenburg-Stoccarda dalla sua istituzione nel 1821.